# 田中武兵衛
田中 武兵衛（たなか ぶへえ、1853年1月14日（嘉永5年12月5日） - 1918年（大正7年）5月31日）は、麹町区（現在の千代田区）平河町5-11や隼町1-4付近の通称「三軒家」で、江戸時代初期より茶商や両替商の伊勢武（伊勢屋武兵衛）を営んでいた当主の名前である。

## 経歴
先代武兵衛の長男として生まれ、1889年に家督を相続。1894年、田中銀行を創立し頭取となり銀行家となった。1896年、升本喜兵衛とともに土地株式会社を興す。1897年、麹町銀行を創立し、頭取となった。中央貯蓄銀行の設立に携わり、その頭取となる。木場銀行の創立に参画しその監査役となり、麹町区会議員、富倉貯蓄銀行の相談役も務めた。東京府多額納税者であった。
その長男の正之助も武兵衛を襲名し、杉浦鉄工所の監査役や東京金網株式会社社長、帝国煉瓦株式会社の監査役、田中土地建物代表社員を務めた。弟の治之助（先代武兵衛の五男）が養子となり、その養子は甥（武兵衛長男）である正治となった。宗教は浄土真宗。

## 親族
- 妻 さと（牛込区肴町の蒲鉾商の加藤藤蔵娘）1859年11月生
  - 長男 正之助 1877年10月 -
  - 長男妻 あい（大倉孫兵衛の二女）1878年12月 -
  - 次男 孝之助（材木商近江屋、木場銀行取締役の山田喜助の養子。深川区大和町）
  - 養子 金之助（静岡県平民勝矢彦八孫、後に士族木村藤吉に養子）
  - 男 誠之助
  - 泰之助（山口県士族坂田貞重の養子）
  - 娘 テイ（技師水野徳右衛門次男の信之助と結婚）[3]